# KYTI
KYTI est une station de radio américaine située à Sheridan, dans le Wyoming. Fondée en 1978 sous le nom de KLWD, elle diffuse ses programmes sur la fréquence 93.7 MHz FM.